# Erebia infasciata
Erebia infasciata är en fjärilsart som beskrevs av B.C.S Warren 1936. Erebia infasciata ingår i släktet Erebia och familjen praktfjärilar. Inga underarter finns listade i Catalogue of Life.